# Robert Giggenbach
Robert Giggenbach (* 11. Juli 1954 in München) ist ein deutscher Theaterregisseur sowie Theater-, Film- und Fernsehschauspieler und Pianist.

## Leben und Karriere
Robert Giggenbach absolvierte zunächst ein Klavierstudium an der Musikhochschule München und besuchte dann die Otto-Falckenberg-Schule, an der er heute (Stand 2021) selber den Schauspielnachwuchs unterrichtet.
Nach ersten Theaterengagements wurden Film und Fernsehen auf ihn aufmerksam. Bekannt wurde er einem breiteren Publikum als der marxistisch angehauchte, philosophierende Effendi in Franz Xaver Bogners Kultserie Irgendwie und Sowieso und als Hanse Weingartner in Zur Freiheit. Giggenbach spielte mehrfach in Filmen von Michael Verhoeven und Norbert Kückelmann. 2003 übernahm er in Oliver Storz’ Zweiteiler um die letzten Tage von Willy Brandt im Amt des Bundeskanzlers, Im Schatten der Macht, die Rolle von Horst Ehmke.
Von Januar 2015 bis Dezember 2016 wirkte er bei der Fernsehserie In aller Freundschaft – Die jungen Ärzte als leitender Oberarzt Dr. Harald Loosen mit.
Heute ist Giggenbach auch als Regisseur an verschiedenen deutschsprachigen Theatern tätig.

## Hörspiele (Auswahl)

### ARD Radio-Tatort
- 2011: Unter Verdacht – als Oswald Öttl
- 2012: Der Stalker
- 2013: Wasser bis zum Hals

## Filmografie (Auswahl)

### Filme
- 1990: Das schreckliche Mädchen – Regie: Michael Verhoeven
- 1995: Mutters Courage – Regie: Michael Verhoeven
- 1996: Für immer und immer – Regie: Hark Bohm
- 1997: Inside the Boxes – Regie: Mirjam Kubescha
- 2001: Ich pfeif auf schöne Männer – Regie: Helmut Metzger
- 2003: Die dritte Gewalt – Regie: Anders Nilson
- 2004: Gone – Eine tödliche Leidenschaft Regie: Zoltan Paul

### Fernsehen
- 1986: Geschichten aus der Heimat (Fernsehserie) Episode: Fleischpflanzl
- 1986: Irgendwie und Sowieso – Regie: Franz Xaver Bogner
- 1987: Auf Achse (Fernsehserie, Folge Elisa)
- 1987–1988: Zur Freiheit – Regie: Franz Xaver Bogner
- 1988: Die schnelle Gerdi – Regie: Michael Verhoeven
- 1992: Der Querkopf von Kirchbrunn – Regie: Sigi Rothemund
- 1996: Alle haben geschwiegen – Regie: Norbert Kückelmann
- 1997: Porträt eines Richters – Regie: Norbert Kückelmann
- 1999: Die Sternbergs (Fernsehserie)
- 1999: Tatort – Restrisiko (Fernsehreihe)
- 2000: Tatort – Blaues Blut
- 2000: Zimmer mit Frühstück – Regie: Michael Verhoeven
- 2000: Verlorene Kinder – Regie: Norbert Kückelmann
- 2000: Die Verbrechen des Professor Capellari – Tote schweigen nicht – Regie: Helmut Metzger
- 2001: Die Meute der Erben – Regie: Ulrich König
- 2002: Hinterlassenschaften – Regie: Steffi Kammermeier
- 2003: Im Schatten der Macht – Regie: Oliver Storz
- 2003: Die Rosenheim-Cops (Die Rosenheim-Cops: Tod im Boot)
- 2003: Forsthaus Falkenau – Vaterliebe
- 2004: Ich will laufen – Der Fall Dieter Baumann (Regie: Diethard Klante)
- 2004: Unter weißen Segeln – Kompass der Liebe
- 2006: Die Rosenheim-Cops – Reiche Säcke, arme Schweine
- 2006: Tod einer Freundin – Regie: Diethard Klante
- 2006: In aller Freundschaft
- 2007: Der Alte – Folge 318: Heimkehr in den Tod
- 2007: Der Alte – Folge 321: Der Lockvogel
- 2008: Notruf Hafenkante – Ausnahmezustand
- 2008: Der Alte – Folge 328: Ein Mörder in unserem Dorf
- 2008: Bloch – Vergeben, nicht vergessen – Regie: Michael Verhoeven
- 2009: Inga Lindström: Wiedersehen in Eriksberg – Regie: John Delbridge
- 2009: Die Drachen besiegen – Regie: Franziska Buch
- 2010: Die Rosenheim-Cops – Tod auf dem Golfplatz
- 2011: Das Wunder von Merching – Regie: Thomas Kronthaler
- 2012: Manche mögen’s glücklich – Regie: Florian Gärtner
- 2012: Ein Drilling kommt selten allein – Regie: Dietmar Klein
- 2012: München 72 – Das Attentat – Regie: Dror Zahavi
- 2014: Die Hochzeit meiner Schwester
- 2015: In aller Freundschaft – als Dr. Harald Loosen
- 2015–2016: In aller Freundschaft – Die jungen Ärzte – als leitender Oberarzt Dr. Harald Loosen
- 2016: Die Rosenheim-Cops – Der falsche Mann[2]
- 2017: Arzt mit Nebenwirkung (Fernsehfilm)
- 2017: Rosamunde Pilcher – Fast noch verheiratet
- 2017: Lena Lorenz (Fernsehserie, Folge: Gegen alle Zweifel)
- 2021: Kanzlei Berger (Fernsehserie) – als Rechtsanwalt Karl-Heinz Berger
- 2023: Toni, männlich, Hebamme – Mächtig schwanger (Fernsehreihe)

- Gastauftritte unter anderem im Komödienstadel, Café Meineid, Nikola, Die Rosenheim-Cops, SOKO Kitzbühel, SOKO Stuttgart, Der Bulle von Tölz, Auf Achse und im Tatort

## Theater (Auszug)
- Schauspielhaus Bochum
- Theaterproduktionen Düsseldorf
- Tiroler Volksschauspiele Telfs